# 富祖里

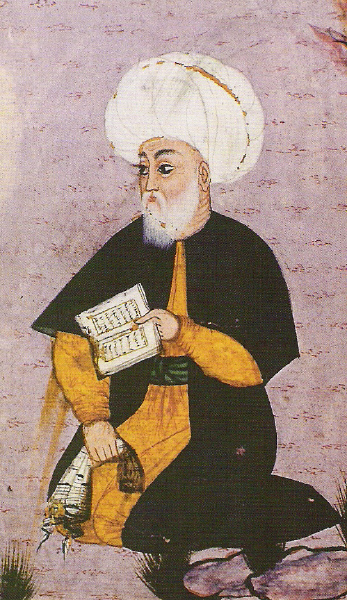

穆罕默德·本·蘇萊曼，筆名富祖里（波斯語：فضولی，1483年-1556年）鄂圖曼帝國詩人。他對鄂圖曼文學有很大貢獻。他的集合詩歌（dîvân）以阿拉伯文、波斯文、土耳其文書寫。他精通奧斯曼土耳其語和察合台語。他對數學和天文學亦甚有研究。

## 生平
富祖里在1483年生於白羊王朝昭武九姓（今伊朗）。他可能出生於卡爾巴拉或納杰夫。其家族是 Bayat 部落（分佈於安那托利亞、高加索一帶）的一支。